# Airey Neave

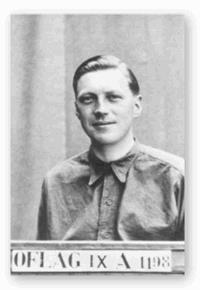
Neave (1941)

Airey Middleton Sheffield Neave, DSO, OBE, MC (* 23. Januar 1916 in London; † 30. März 1979 ebenda) war ein britischer Politiker der Conservative Party.

## Biografie

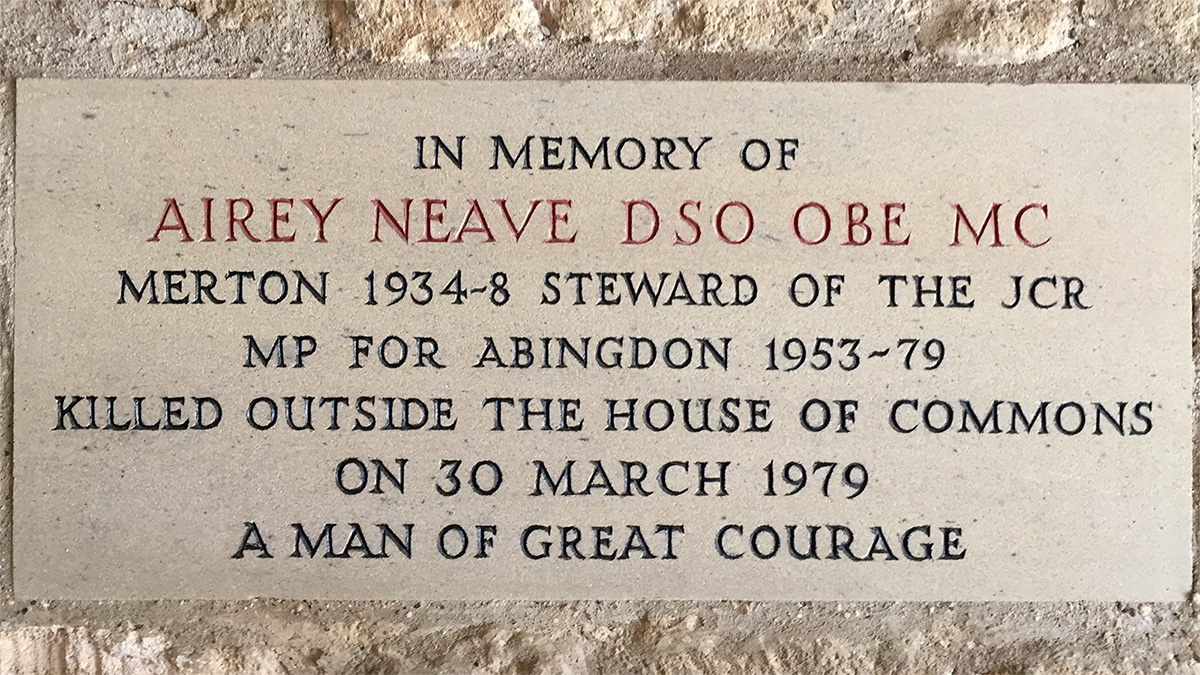
Gedenktafel am Merton College

Neave wurde am Eton College ausgebildet und studierte anschließend Rechtswissenschaft am Merton College in Oxford. Er schloss sich der britischen Territorialarmee an und wurde während des Zweiten Weltkrieges im Februar 1940 als Offizier einer Aufklärungseinheit nach Frankreich geschickt. Am 23. Mai 1940 wurde er bei Calais verwundet, von den Deutschen gefangen genommen und im Offizierslager (Oflag) IX-A bei Spangenberg inhaftiert. Im Februar 1941 erfolgte die Verlegung ins Stammlager (Stalag) XXa bei Thorn. Im April 1941 unternahm er einen Fluchtversuch, wurde jedoch bei Itow von der Gestapo wieder gefangen genommen, als er die Grenze zum sowjetisch besetzten Teil Polens zu überqueren versuchte. Im Mai wurde er ins Oflag IV-C auf Schloss Colditz verlegt.
Am 28. August 1941 unternahm Neave einen erneuten Fluchtversuch, der jedoch scheiterte, weil seine selbst geschneiderte deutsche Uniform auffiel. Am 5. Januar 1942 gelang ihm zusammen mit dem niederländischen Offizier Anthony Luteyn die Flucht. Nach einer Eisenbahnfahrt über Leipzig und Ulm erreichten sie auf der „Singener Fluchtroute“ zu Fuß am 9. Januar die Schweizer Grenze. Über Frankreich, Spanien und Gibraltar kehrte Neave nach Großbritannien zurück. Er war der erste britische Offizier, dem die Flucht aus Schloss Colditz gelungen war. Danach arbeitete er für den Geheimdienst MI9 (Unterstützung von Widerstandskämpfern). Er war 1947 am Krupp-Prozess beteiligt, einem der Nürnberger Prozesse, wo er Ermittlungsergebnisse präsentierte. Neave schrieb zahlreiche Bücher über seine Kriegserlebnisse.
Bei der Unterhauswahl 1950 kandidierte Neave zunächst erfolglos im Wahlkreis Thurrock, wurde dann aber 1953 bei einer Nachwahl im Wahlkreis Abingdon gewählt. Als Margaret Thatcher im Jahr 1975 den Vorsitz der Conservative Party übernahm, galt Neave als einer der wichtigsten Drahtzieher. Er war zunächst ihr Privatsekretär, wurde dann Schattenminister für Nordirland und galt als aussichtsreichster Kandidat für diesen Ministerposten. Wenige Wochen vor den Unterhauswahlen 1979 wurde er durch eine Autobombe der Irish National Liberation Army getötet, als er aus dem Parkhaus des Palace of Westminster fuhr. Mitglieder der Irish National Liberation Army teilten seinem Biographen Routledge mit, dass Neave als starke Persönlichkeit eingeschätzt wurde, die den irischen Aufstand erfolgreich unterdrückt hätte.
Neave war seit dem 29. Dezember 1942 mit Diana Giffard, später Diana Neave, Baroness Airey of Abingdon, verheiratet.

## Im Film
- Im Spielfilm Nürnberg – Im Namen der Menschlichkeit (2000), wird Neave von Geoffrey Pounsett dargestellt.
- In Speer und Er (2005) spielt ihn Hannes Jaenicke.
- In Die Eiserne Lady (2011) spielt ihn Nicholas Farrell. Hier wird das Attentat auf Airey Neave historisch nicht korrekt dargestellt. Thatcher befand sich nicht in der Nähe des Anschlagsortes, sondern nahm anderweitige Verpflichtungen wahr.

## Schriften (Auswahl)
- Saturday at M.I.9 – The Classic Account of the WW2 Allied Escape Organisation. Leo Cooper Ltd., ISBN 1-84415-038-0.
- They Have Their Exits – A Classic World War Two Memoir of Action and Escape. Pen and Sword Books Ltd., ISBN 0-85052-865-8.
- Flames of Calais – A Soldiers Battle 1940. Pen and Sword Books Ltd., ISBN 0-85052-997-2